# شحدة سعيد البهبهاني
شحدة سعيد البهباني (1950-2023) هو شاعر وباحث تربوي فلسطيني من دير البلح وسط قطاع غزة، حاصل على ليسانس اللغة العربية من جامعة القاهرة عام 1974، ودرجة الماجستير في تخصص أصول التربية من الجامعة الإسلامية عام 2003. عمل مدرساً بوزارة التربية والتعليم في قطاع غزة. قامت القوات الجوية الإسرائيلية باستهداف منزله الواقع في دير البلح دون تحذير أو إنذار، في الحرب الفلسطينية الإسرائيلية 2023 ما أدى إلى استشهاده.

## أعماله
نشر شحدة مجموعة من الأبحاث العلمية والأعمال الشعرية منها:
- بحث تربوي نشر في مجلة الجامعة الإسلامية، بعنوان اتجاهات معلمي الحكومة في قطاع غزة نحو الدورات التدريبية.
- بحث تربوي منشور في مجلة الجامعة الإسلامية، بعنوان أسباب انقطاع طلبة الصف الحادي عشر عن الذهاب إلى مدارسهم في متصف الفصل الدراسي الثاني.
- المجموعة الشعرية، ما زلت لي عشقاً.
- المجموعة الشعرية، في ظلال الرسالة المحمدية.
- قصيدة ومن عينيك نلتمس أعذار.
- قصيدة صرخة للقدس.